# Andrei Platonowitsch Platonow

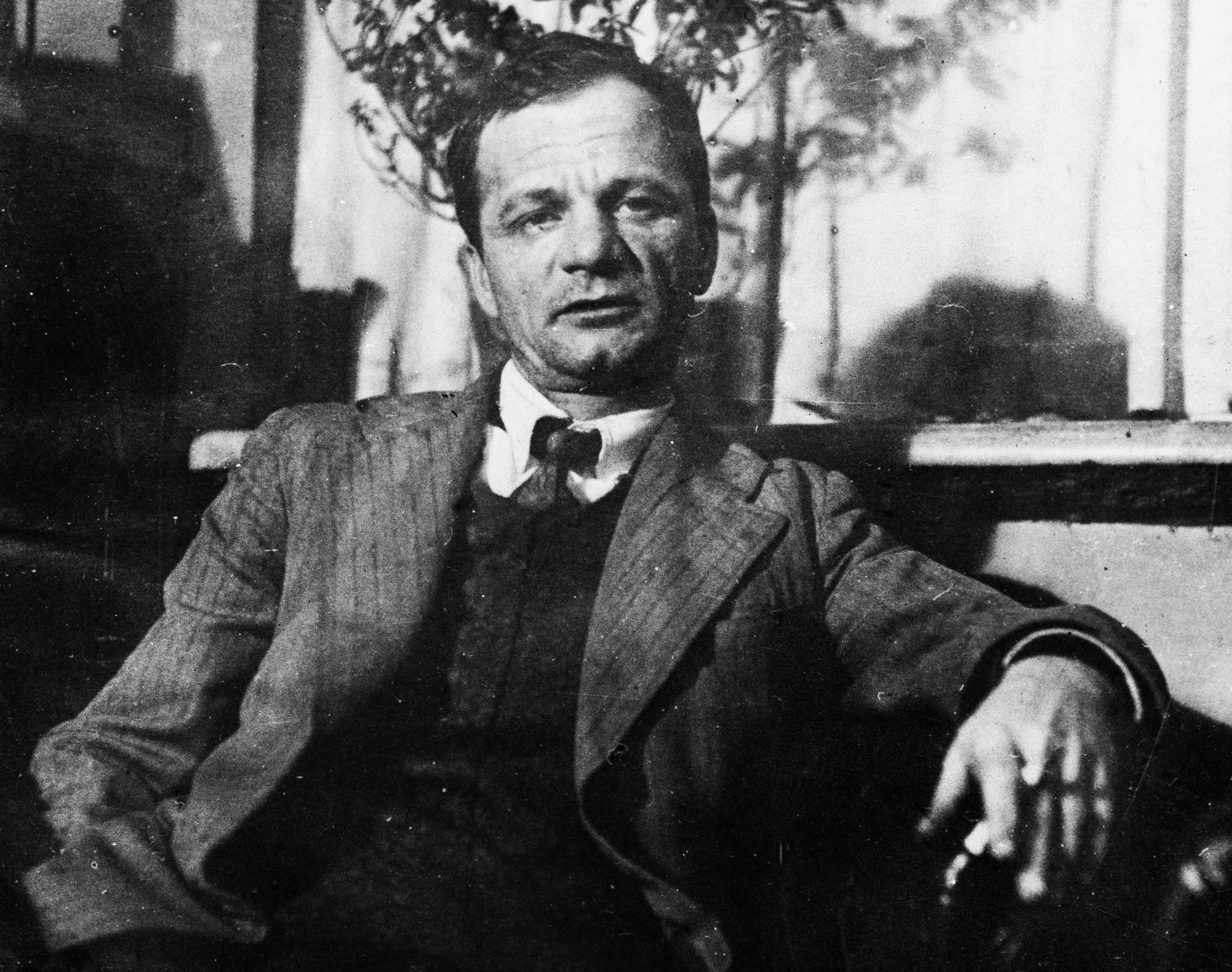
Andrei Platonow

Andrei Platonowitsch Platonow (russisch Андрей Платонович Платонов, wiss. Transliteration Andrej Platonovič Platonov, eigentlich Андрей Платонович Климе́нтов/Andrei Platonowitsch Klimentow; * 16. Augustjul. / 28. August 1899greg. in Woronesch; † 5. Januar 1951 in Moskau) war ein bedeutender russischer Schriftsteller der sowjetischen Periode.
Platonows in viele Sprachen übersetzte Hauptwerke, die Romane Tschewengur (1929, Чевенгур) und Die Baugrube (1930, Котлован), waren in der Sowjetunion verboten und konnten dort erst am Ende der Perestrojka erscheinen. Sie bewegen sich auf dem schmalen Grat zwischen utopischer Hoffnung und misslingender Realisierung. Dabei sah sich Platonow, anders als viele zeitgenössische russische Autoren, nicht als Gegner der neuen Ordnung. Gerade dies befähigte ihn, so der russische Schriftsteller Andrei Bitow, die Entwicklung der Sowjetunion zu verstehen „und zwar von innen und nicht aus dem entgegengesetzten Lager.“ Als prononcierter Vertreter der russischen Moderne wird Andrei Platonov oft mit Autoren wie Robert Musil, Franz Kafka oder James Joyce verglichen.

## Leben

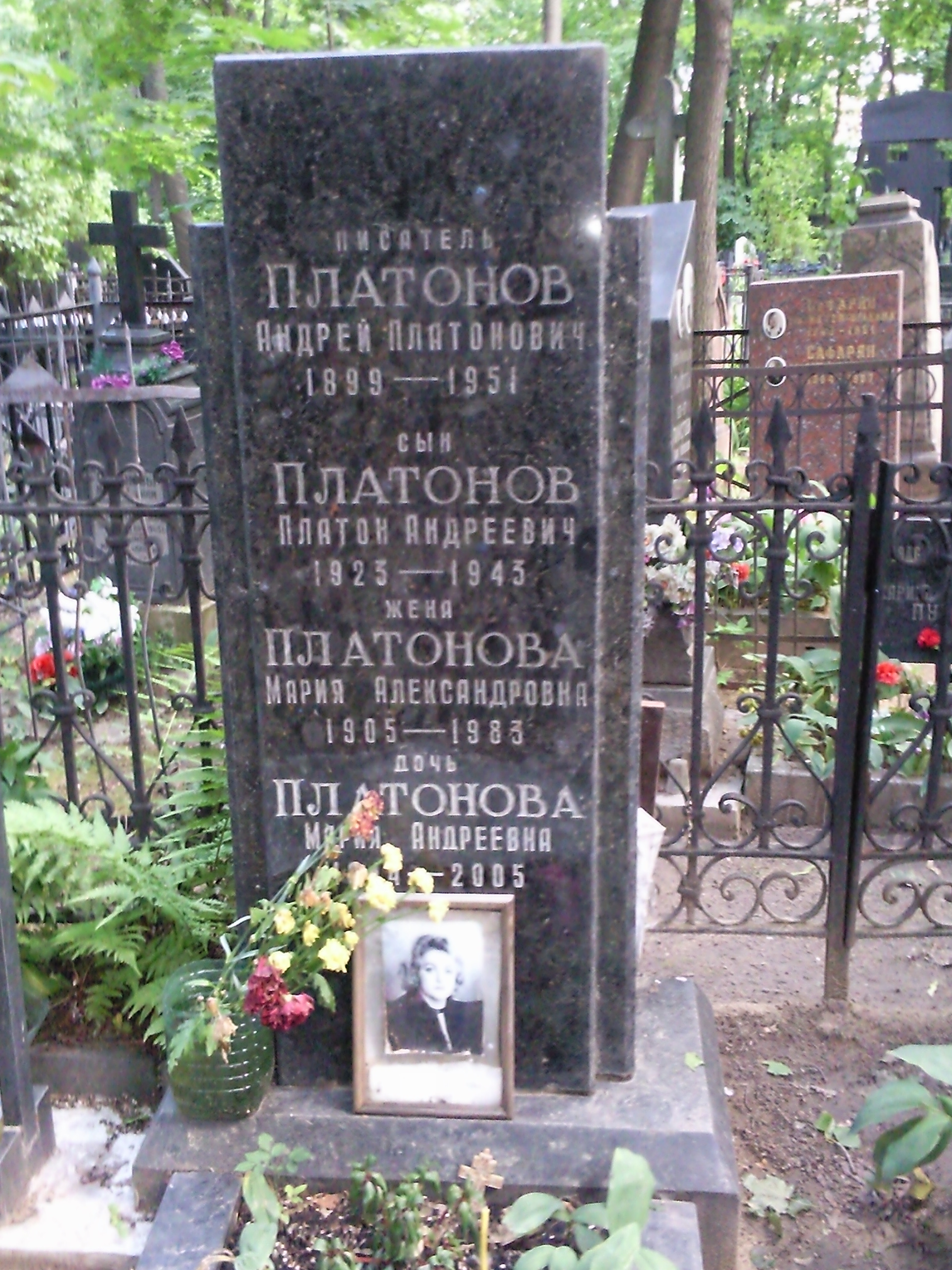
Platonows Grab in Moskau

Andrei Platonowitsch Klimentow, dies sein eigentlicher Name, wurde am 20. August 1899 als ältester Sohn in der kinderreichen Familie eines Eisenbahnschlossers in der Kutschervorstadt von Woronesch geboren. Bezeichnend für das Milieu, in dem er aufwuchs, war der Gegensatz des alten und des neuen Lebens, verkörpert durch die zahlreichen durchziehenden Pilger auf der einen und die Lokomotive als Symbol des technischen Fortschritts auf der anderen Seite. Beide Motive spielen in Platonows Werk eine große Rolle. Nach 1918 arbeitet der junge Andrei in der Zeitung Woroneschskaja kommuna und absolviert ein Studium als Elektroingenieur. Begeistert propagiert er das Elektrifizierungsprogramm der Kommunistischen Partei. Er versteht sich als Sympathisant der Revolution, entwickelt jedoch in seinen publizistischen Artikeln eine eigene Utopie, die geprägt ist durch den russischen Kosmismus mit seinem Streben nach Überwindung des Todes und der Umgestaltung des Universums, aber auch durch die Forderung nach Versöhnung von Ökologie und Technik. Seine spätere Frau Marija Kaschinzewa lernt er 1920 kennen. 1922 wird ihr einziger Sohn Platon geboren.
1921 kommt es zu einer Hungersnot in der Region Woronesch. Platonow fordert, die Parteikasse für die Hungernden zu öffnen, und verliert daraufhin seinen Kandidatenstatus in der Partei. Die katastrophale Dürre des Jahres 1922 bewegt Platonow dazu, seine Schreibtätigkeit aufzugeben und für einige Jahre als Bewässerungsingenieur im Gebiet von Woronesch zu arbeiten. Stets vertrat er die Ansicht, dass ein Schriftsteller zwei Berufe haben müsse. In dieser Zeit befasst er sich unter dem Einfluss der Ideen von Nikolai Fjodorow und Konstantin Ziolkowski mit utopischen Geoengineering-Projekten zur Klimaveränderung. Zunehmend begreift er aber das sozialistische Modernisierungs- und Technisierungsprojekt als Zerstörung der Natur.
Ein mehrmonatiger dienstlicher Aufenthalt in der Provinzstadt Tambow bewirkt einen radikalen Umbruch in seinem Leben. Die Erfahrung der Rückständigkeit des Landes und die überhandnehmende Bürokratisierung bringen seinen Glauben an einen möglichen Aufbau des Sozialismus ins Wanken. Ohne sich Illusionen über seine zukünftige Existenz als Literat zu machen, beschließt er, fortan als Schriftsteller zu arbeiten. Er verfasst eine Satire auf die Bürokratie mit dem Titel Die Stadt Gradow (Город Градов) und arbeitet an Erzählungen wie die in Zusammenarbeit mit Boris Andrejewitsch Pilnjak entstandenen Epiphaner Schleusen (Епифанские шлюзы), Ein unerschlossener Mensch (Сокровенный человек) und Die Kutschervorstadt (Ямская слобода), die ihm große Anerkennung als Schriftsteller einbringen. In den Jahren 1926–1929 entsteht sein Roman Tschewengur, der zusammen mit dem 1930 vollendeten Roman Die Baugrube als Höhepunkt seines Schaffens gelten kann.
Platonows 1931 erschienene Erzählung Zum Vorteil (Впрок) bildet den Auftakt zu Platonows schwieriger Schriftstellerexistenz unter den Bedingungen des Stalinismus. Nachdem Stalin höchstpersönlich die Erzählung über die Kollektivierung der Landwirtschaft in grober Weise angegriffen hat, muss Platonow von nun an ein Leben als Outcast am Rande der sowjetischen Literatur führen. Er übt Selbstkritik und wird seitdem fast nicht mehr gedruckt. Während der anschließenden Jahre verfasst Platonow – selbstverständlich „für die Schublade“ – zwei in ihrer grausamen Schilderung totalitärer Herrschaft albtraumhafte Texte, den Müllwind (Мусорный ветер) über das nationalsozialistische Deutschland und eine allegorische Kritik am Stalinismus unter dem Titel Der Makedonische Offizier (Македонский офицер). Erst die Teilnahme an der Reise einer Schriftstellerbrigade nach Turkmenistan ermöglicht ihm eine begrenzte Rückkehr in das literarische Leben. Sein neu erwachtes Interesse für mittelasiatische Themen schlägt sich in Erzählungen wie Der Takyr (Такыр) und Dshan (Джан) nieder. In der von Georg Lukács und Michail Lifschitz herausgegebenen Zeitschrift Der Literaturkritiker (Литературный критик) kann Platonow ab und zu unter Pseudonym publizieren. Im Jahr des großen Terrors 1937 wird er erneut zur Zielscheibe einer dogmatischen Kritik, die ihn als Volksfeind denunziert. Ein schwerer Schicksalsschlag ereilt seine Familie 1938. Der 15-jährige Sohn Platonows wird als Spion und faschistischer Agent verhaftet, kehrt erst im Oktober 1940 aus dem Gulag zurück und stirbt Anfang 1943 an Tuberkulose. Kurz nach dem Tod seines Sohnes soll Platonow, dem Bericht eines Denunzianten des Geheimdienstes NKWD zufolge, geäußert haben: „Die Sowjetmacht hat mir meinen Sohn genommen, die Sowjetmacht wollte mir viele Jahre hartnäckig den Beruf eines Schriftstellers nehmen. Aber mein Schaffen kann mir niemand wegnehmen. Auch jetzt drucken sie mich zähneknirschend. Aber ich bin ein hartnäckiger Mensch. Leiden können mich nur abhärten. Meine Positionen werde ich nie und nimmer aufgeben.“ Er sei jedoch, so fügt er hinzu, nicht gegen die Kommunisten, sondern gegen diejenigen, die das Land zugrunde richten. Während des Krieges verfasst der als Frontkorrespondent tätige Platonow zahlreiche Skizzen und Erzählungen. Im Zeichen der repressiven Kulturpolitik unter Andrei Schdanow wird die Erzählung Die Familie Iwanows/Heimkehr (Семья Иванова/Возвращение) erneut zum Gegenstand dogmatischer Angriffe. 
In den letzten Lebensjahren verfasst der selbst an Tuberkulose erkrankte und verarmte Schriftsteller kurze Erzählungen und Märchen für Kinder. Andrei Platonov stirbt im Jahr 1951 und wird am 5. Januar auf dem armenischen Friedhof in Moskau beigesetzt.

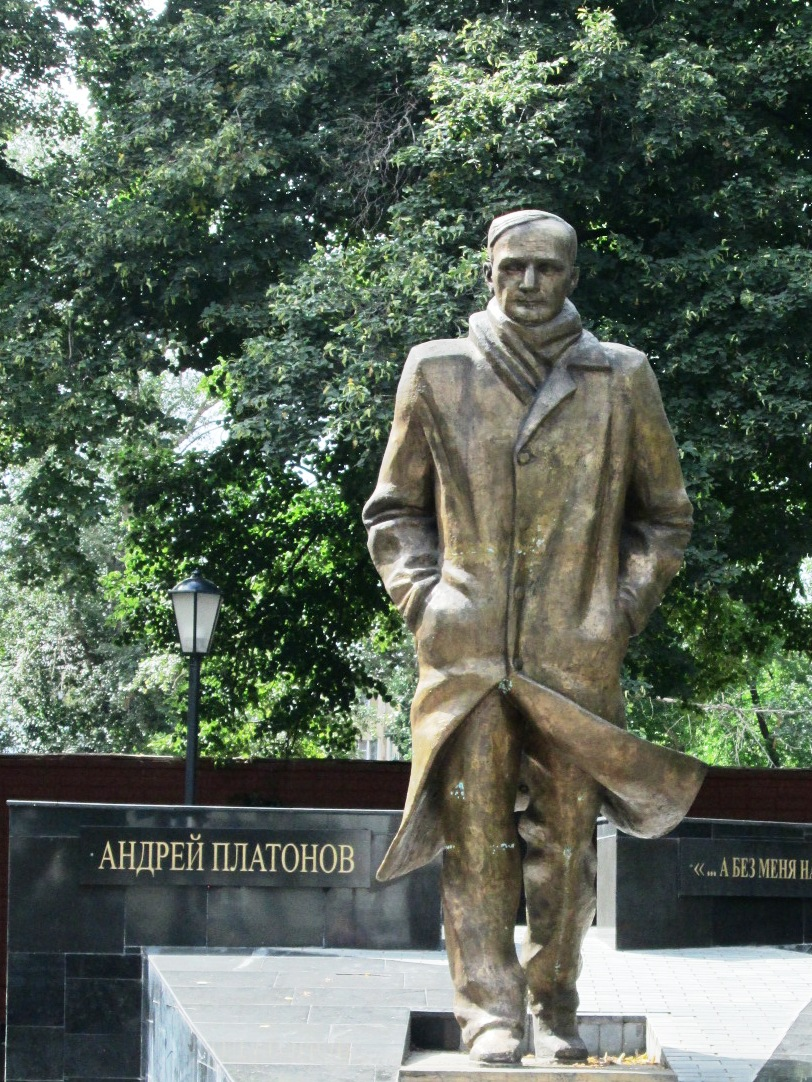
Platonow, Statue in seinem Geburtsort Woronesch

## Werk

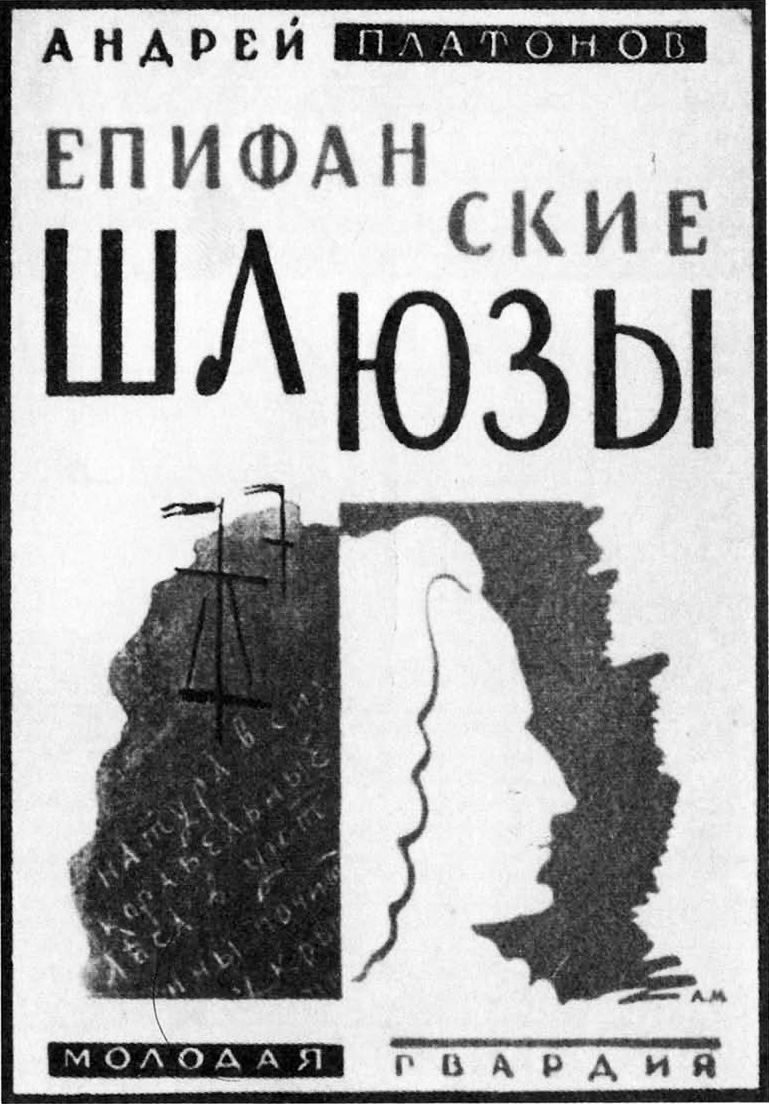
Buchtitel der Originalausgabe ЕПИФАНСКИЕ ШЛЮЗЫ, Deutsch: Die Epiphaner Schleusen. Verlag Molodaja gvardija (1927)

In seiner Prosa der 1920er Jahre erweist sich Platonow als bedeutender Vertreter der russischen Moderne. Dies ist vor allem seiner eigentümlichen Sprache zu verdanken. Es ist eine kalkuliert „fehlerhafte‘“, „unliterarische“ Sprache, die aus einer Mischung von bürokratischem Sowjetjargon, Volkssprache, Dialekt und Vulgarismen besteht. Platonow war sich der Tatsache bewusst, dass er keiner der herrschenden literarischen Schulen zuzuordnen ist. Verbunden mit der ungewöhnlichen Sprache ist eine verstörend befremdliche Weltsicht, die sich der Mittel des Absurden, der Groteske, der Satire und Ironie bedient und an den Leser erhebliche Anforderungen stellt.
Darüber hinaus zeichnet sich Platonows Prosa durch bestimmte konstante Figurentypen aus, die in verschiedenen Variationen in seinem Werk auftreten. Da ist zum einen der Typ des Zweiflers, der sich zwar als Sympathisant der Sowjetmacht zu erkennen gibt, zugleich jedoch nicht davor zurückscheut, ketzerische Ansichten zu äußern. Der Zweifler geht oft einher mit dem Typ des närrischen, halbverrückten Helden, der die Realität aus seiner naiven Sicht beschreibt. Vor allem in den 1930er Jahren nimmt dieser Held Züge eines exzentrischen Gottesnarren (юродивый) an, der in der russischen Kultur auf eine lange Tradition zurückblicken kann. Charakteristisch für Platonows Weltsicht ist auch die Gestalt des verwaisten Menschen (сирота), der oft Züge eines Wanderers oder Pilgers (странник) auf der Suche nach dem gelobten Land trägt. Als russische Variante des Unbehausten, Heimatlosen erinnert er an das existentialistische Denken der westeuropäischen Literatur.
Im Schaffen Platonows der Stalinzeit gehen viele charakteristische Stilmerkmale seiner Prosa der 1920er Jahre verloren, und an die Stelle des experimentellen Umgangs mit der Sprache tritt ein stärker an der literarischen Tradition orientierter Stil. Dies hängt u. a. mit der Normierung der Sprache im sozialistischen Realismus mit seiner Forderung nach Verständlichkeit und Volksverbundenheit der Kunst zusammen.
Unter den Erzählungen der 1920er Jahre nimmt die Erzählung Ein unerschlossener Mensch einen besonderen Platz ein. Ihr Held, der mit autobiographischen Zügen ausgestattete, heimatlos durch das revolutionäre Russland streifende Foma Puchow ist ein kauziger Sonderling, ein „Philosoph aus dem Volk“, der als Sympathisant auf Seiten der Roten kämpft, dabei aber die Bolschewiki ständig mit seinen ketzerischen Fragen in Verlegenheit bringt. Ein umfassendes Bild der russischen Gesellschaft vom Bürgerkrieg bis zum Beginn der Stalinschen Herrschaft gibt Platonow in seinem Hauptwerk Tschewengur. Die Wanderung mit offenem Herzen (Чевенгур. Путешествие с открытым сердцем). An dem Roman, dessen frühere Fassung den Titel Die Erbauer des Landes trägt, arbeitete Platonow in den Jahren 1926-1929. Die beiden Haupthelden des Romans sind der verwaiste Sohn eines Fischers Alexander Dwanow und Stepan Kopjonkin. Letzterer, eine Nachbildung von Cervantes Don Quijote, reitet auf seinem Ross „Proletmacht“ durch das Russland des Bürgerkriegs, um im Namen der von ihm verehrten Rosa Luxemburg Abenteuer zu bestehen. Unterwegs stoßen die beiden Protagonisten unvermutet auf die fiktive Stadt Tschewengur, in der angeblich ein Kommunismus der Armut und Brüderlichkeit verwirklicht sein soll. Wie die Wiedertäufer in ihrer zum Neuen Jerusalem erklärten Stadt Münster (1534/35) laden die herrschenden Bolschewiki nach einem blutigen „Jüngsten Gericht“ über die Bourgeoisie Arme und Unbehauste, sog. „Vaterlose“ in die Stadt ein. Der tschewengurer Kommunismus gelangt jedoch nicht zur Realisierung und erweist sich schließlich als Täuschung, so dass der dystopische Roman als Apokalypse endet. Auf Tschewengur folgt Platonows im Jahr 1930 vollendeter Kurzroman Die Baugrube (Котлован), der mit Mitteln der grotesken Ironie das Grauen der Kollektivierung der sowjetischen Landwirtschaft schildert.
Unter den Bedingungen der Kulturpolitik der 1930er Jahre verändert sich Platonows Schaffen in starkem Maße. Der mit märchenhaften Zügen ausgestattete Produktionsroman Das Juvenilmeer (Ювенильное море) und sein Romanfragment Die glückliche Moskwa (Счастливая Москва) zeugen von der Schwierigkeit Platonows, seinen Platz als Schriftsteller in der stalinistischen Gesellschaft zu finden. Mit dem Roman Dshan (Джан), dessen Handlung in Turkmenistan spielt, versucht der Schriftsteller, der neuen Situation positive Seiten abzugewinnen. Dem von Moskau ausgesandten Romanhelden gelingt es, sein in Armut und Hoffnungslosigkeit versunkenes Volk wieder ins Leben zurückzuführen. In der zweiten Hälfte der 1930er Jahre erscheinen die Erzählungen Fro (1936, Фро) und Der Fluss Potudan (1937, Река Потудань), die der Liebe zwischen Mann und Frau gewidmet sind. Dies ist für Platonow insofern ungewöhnlich, als dieses Thema in seiner Prosa der 1920er Jahre hinter einer asketischen Sexualmoral zurückgetreten war.

## Rezeption
Die Anerkennung als Schriftsteller blieb Platonow zu Lebzeiten weitgehend versagt. Eine breite Rezeption seiner Hauptwerke beginnt erst mit der Perestrojka und setzt nachträglich neue Maßstäbe für die Bewertung der russisch-sowjetischen Literatur. In den sozialistischen Ländern wurden seine Werke übersetzt und als Kritik am Sowjetsozialismus gelesen. In der DDR erschienen mehrere Ausgaben der Werke Platonows im Aufbau Verlag und anderen Verlagen. Im vereinigten Deutschland ist besonders der Suhrkamp Verlag mit neuen Übersetzungen und einer Einführung in Platonows Leben und Werk hervorgetreten. Einen vielseitigen Überblick über Biographie und Schaffen des russischen Schriftstellers bietet die Zeitschrift Osteuropa in ihrem 2016 erschienenen Heft mit dem Titel 
Utopie und Gewalt: Andrej Platonov: die Moderne schreiben von Manfred Sapper.

## Werke

### Ausgewählte Werke in russischer Sprache
- «Голубая глубина» (1922)
- «Антисексус» (1925)
- «Город Градов» (1927),
- «Eпифанские шлюзы» (1927)
- «Ямская слобода» (1927)
- «Чевенгур» (1927-1929), первая редакция: «Строители страны» (1927)
- «Государственный житель» (1927)
- «Дураки на перферии» (1928)
- «Усомнившийся Макар» (1929)
- «Происхождение мастера» (1929)
- «Котлован» (1930),
- «Шарманка» (1930)
- «Впрок» (1931)
- «Ювенильное море» (1932)
- «Счастливая Москва» (1932-1936)
- «Македонский офицер» (1932-1936)
- «Мусорный ветер» (1933)
- «14 Красных избушек» (1933)
- «Такыр» (1934)
- «Джан» (1935)
- «Фро» (1936)
- «Pека Потудань» (1937)
- «Возвращение / Семья Иванова» (1946)

### Neue russische Werkausgaben
- «Андрей Платонов: Собрание» [в 8-и т. ]: Moсква 2009-11.
- «Андрей Платонов: Сочинения. Научное издание» [т. 1-4] Москва 2004-2021. [Die bisher erschienenen Bände umfassen den Zeitraum 1918-1932].

### Deutsche Ausgaben (Ausgewählte Übersetzungen)
- Die Kutschervorstadt. Gesammelte Erzählungen. Übersetzt von Alexander Kaempfe, München 1968, Hanser Verlag.
- In der schönen und grimmigen Welt, Ausgewählte Prosa, 2 Bände. Berlin 1969, Kultur und Fortschritt.
- Gedanken eines Lesers. Aufsätze und Essays. Übers. von M. Erb, Leipzig/Weimar 1979.
- Ausgabe in sechs Einzelbänden. Berlin 1986–93, Hrsg. von Lola Debüser, Verlag Volk und Welt. Lizenzausgabe im Verlag Hanser.

1. Epiphaner Schleusen. Frühe Novellen, ISBN 978-3-353-00929-6.
2. Müllwind. Erzählungen 1, ISBN 978-3-353-00147-4.
3. Die Reise der Spatzen. Erzählungen 2, ISBN 978-3-446-14957-1.
4. Die Baugrube. Das Juvenilmeer. Dshan, ISBN 978-3-353-00933-3.
5. Tschewengur, ISBN 978-3-353-00621-9.
6. Die glückliche Moskwa, ISBN 978-3-353-00966-1.

- Das Volk Džan. Der Takyr. Die Baugrube u. a. m. Übers. von Kay Borowsky, Berlin 1992, Oberbaum Verlag, ISBN 978-3-926409-79-9.
- Die Tragödie der 14 Roten Hütten. Stücke, Prosa, Briefe, Notizen. hrsg. von Lola Debüser, Berlin 1992, Oberbaum Verlag, ISBN 3-926409-94-0.
- Die Baugrube, neu übers. von Gabriele Leupold, Frankfurt 2016, Suhrkamp Verlag, ISBN 978-3-518-42561-9.
- Der makedonische Offizier, hrsg. und übers. von Michael Leetz, Frankfurt 2021, Suhrkamp Verlag, ISBN 978-3-518-43026-2.
- Džan oder die erste sozialistische Tragödie, übers. von Michael Leetz, Berlin 2019, Quintus Verlag, ISBN 978-3-947215-36-2.
- Frühe Schriften zur Proletarisierung 1919–1927. Hrsg. von Konstantin Kaminskij und Roman Widder, übers. von Maria Rajer, Turia + Kant, Wien/Berlin 2019, ISBN 978-3-85132-948-3.